# Seznam medailistů na halovém mistrovství Československa a Česka mužů a žen v běhu na 60 m
Toto je seznam medailistů na mistrovství Československé a České republiky v disciplíně v běh na 60 m.

## Muži
| Rok                 | Místo              | Zlato                        | Výkon vítěze  | Stříbro                    | Bronz                       |
| ------------------- | ------------------ | ---------------------------- | ------------- | -------------------------- | --------------------------- |
| HM ČSSR 1969 (50 m) | Jablonec nad Nisou | Petr Utěkal                  | 5,7           | Ladislav Kříž              | Luděk Bohman                |
| HM ČSSR 1970        | Jablonec nad Nisou | Luděk Bohman                 | 6,9           | Petr Utěkal                | Josef Čeliš                 |
| HM ČSSR 1971        | Jablonec nad Nisou | Dušan Šváby                  | 6,9           | Petr Utěkal                | Jiří Ventruba               |
| HM ČSSR 1972 (50 m) | Jablonec nad Nisou | Luděk Bohman                 | 5,7           | Josef Čeliš                | Ladislav Kříž               |
| HM ČSSR 1973        | Jablonec nad Nisou | Luděk Bohman                 | 6,6           | Juraj Demeč                | Josef Čeliš                 |
| HM ČSSR 1974        | Jablonec nad Nisou | Juraj Demeč                  | 6,7           | Ladislav Kříž              | Milan Hirsch                |
| HM ČSSR 1975        | Jablonec nad Nisou | Juraj Demeč                  | 6,73          | Otakar Wild                | Václav Štefek               |
| HM ČSSR 1976 (50 m) | Košice             | Ján Chebeň                   | 5,6           | Roman Lacko                | Juraj Demeč                 |
| HM ČSSR 1977 (50 m) | Ostrava            | Ján Chebeň                   | 5,5 Rek. HMR  | Adolf Forman               | Roman Zrun                  |
| HM ČSSR 1978        | Jablonec nad Nisou | Ján Chebeň                   | 6,85          | Ladislav Latocha           | Roman Zrun                  |
| HM ČSSR 1979        | Jablonec nad Nisou | Ján Chebeň                   | 6,87          | Ladislav Latocha           | Adolf Forman                |
| HM ČSSR 1980        | Jablonec nad Nisou | Milan Wardas                 | 6,88          | Ladislav Latocha           | Adolf Forman                |
| HM ČSSR 1981        | Jablonec nad Nisou | Josef Lomický                | 6,85          | Miroslav Fašanok           | Roman Lacko                 |
| HM ČSSR 1982        | Jablonec nad Nisou | Josef Lomický                | 6,78          | Petr Novotný               | Jiří Hudec                  |
| HM ČSSR 1983        | Jablonec nad Nisou | Josef Lomický                | 6,81          | František Ptáčník          | Ľubomír Balošák             |
| HM ČSSR 1984        | Jablonec nad Nisou | Josef Lomický                | 6,73          | Luboš Chochlík             | Radek Oral                  |
| HM ČSSR 1985        | Jablonec nad Nisou | František Ptáčník            | 6,73          | Josef Lomický              | Luboš Chochlík              |
| HM ČSSR 1986        | Jablonec nad Nisou | František Ptáčník            | 6,73          | Dušan Súkup                | Jiří Mezihorák              |
| HM ČSSR 1987        | Jablonec nad Nisou | František Ptáčník            | 6,65          | Ivo Pištěk                 | Josef Lomický               |
| HM ČSSR 1988        | Jablonec nad Nisou | Jiří Valík                   | 6,70          | Luboš Chochlík             | Ivo Pištěk                  |
| HM ČSSR 1989        | Jablonec nad Nisou | Jiří Hudec                   | 6,61          | Jiří Valík                 | Pavel Polomský              |
| HM ČSSR 1990 (50 m) | Praha              | Jiří Valík                   | 5,74          | Ivo Pištěk                 | Jiří Mezihorák              |
| HM ČSFR 1991 (50 m) | Praha              | Jiří Valík                   | 5,79          | Jiří Mezihorák             | Pavel Polomský              |
| HM ČSFR 1992 (50 m) | Praha              | Jiří Valík                   | 5,78          | Walter Pilch               | Jiří Ondráček               |
| HMR 1993 (50 m)     | Praha              | Jiří Valík                   | 5,78          | Ivan Stinka                | Walter Pilch                |
| HMR 1994            | Jablonec nad Nisou | Jiří Valík                   | 6,74          | Walter Pilch               | Ivan Stinka                 |
| HMR 1995 (50 m)     | Praha              | Ivo Krsek                    | 5,78          | Jiří Valík                 | Martin Šimůnek              |
| HMR 1996 (50 m)     | Praha              | Ivo Krsek                    | 5,76          | Martin Duda                | Róbert Michalík             |
| HMR 1997            | Praha              | Ivo Krsek                    | 6,67          | Ivan Šlehobr a Martin Duda | nikdo                       |
| HMR 1998            | Praha              | Radek Řechka a Martin Morkes | 6,77          | nikdo                      | Luděk Bohman                |
| HMR 1999            | Praha              | Martin Duda                  | 6,70          | Radek Řechka               | Ivo Krsek                   |
| HMR 2000            | Praha              | Martin Duda                  | 6,71          | Radek Řechka               | Jan Kritzbach               |
| HMR 2001            | Praha              | Radek Řechka                 | 6,76          | Jan Kritzbach              | Roman Zubek                 |
| HMR 2002            | Praha              | Roman Zubek a Radek Řechka   | 6,76          | nikdo                      | Martin Břeň                 |
| HMR 2003            | Bratislava         | Martin Duda                  | 6,82          | Radek Řechka               | Brice Mensah                |
| HMR 2004            | Praha              | Martin Břeň                  | 6,71          | Lukáš Milo                 | Jan Kritzbach               |
| HMR 2005            | Praha              | Jan Stokláska                | 6,74          | Ondřej Kozlovský           | Tomáš Knebl                 |
| HMR 2006            | Praha              | Jaroslav Šmotek              | 6,80          | Ondřej Kozlovský           | Jan Stokláska               |
| HMR 2007            | Praha              | Ondřej Kozlovský             | 6,80          | Jaroslav Šmotek            | Libor Žilka                 |
| HMR 2008            | Praha              | Jaroslav Šmotek              | 6,77          | Ondřej Kozlovský           | Ondřej Benda                |
| HMR 2009            | Praha              | Libor Žilka                  | 6,66          | Jan Veleba                 | Michal Jahn                 |
| HMR 2010            | Praha              | Libor Žilka                  | 6,66          | Pavel Maslák               | Rostislav Šulc a Petr Lichý |
| HMR 2011            | Praha              | Jan Veleba                   | 6,65          | Libor Žilka                | Marek Bakalár               |
| HMR 2012            | Praha              | Libor Žilka                  | 6,73          | Pavel Maslák               | Václav Zich                 |
| HMR 2013            | Praha              | Jan Veleba                   | 6,67          | Marek Bakalár              | Václav Zich                 |
| HMR 2014            | Praha              | Pavel Maslák                 | 6,67          | Jan Veleba                 | Marek Bakalár               |
| HMR 2015            | Praha              | Jan Veleba                   | 6,73          | Zdeněk Stromšík            | Marek Bakalár               |
| HMR 2016            | Ostrava            | Jan Veleba                   | 6,70          | Zdeněk Stromšík            | Marcel Kadlec               |
| HMR 2017            | Praha              | Jan Veleba                   | 6,69          | Zdeněk Stromšík            | Dominik Záleský             |
| HMR 2018            | Praha              | Dominik Záleský              | 6,68          | Jan Veleba                 | Štěpán Hampl                |
| HMR 2019            | Ostrava            | Zdeněk Stromšík              | 6,64          | Pavel Maslák               | Jan Veleba                  |
| HMR 2020            | Ostrava            | Zdeněk Stromšík              | 6,64          | Vojtěch Kolarčík           | Jan Jirka                   |
| HMR 2021            | Ostrava            | Jan Veleba                   | 6,66          | Zdeněk Stromšík            | Štěpán Hampl                |
| HMR 2022            | Ostrava            | Zdeněk Stromšík              | 6,64          | Jan Veleba                 | Dominik Záleský             |
| HMR 2023            | Ostrava            | Zdeněk Stromšík              | 6,59 Rek. HMR | Matyáš Koška               | Filip Jarolímek             |
| HMR 2024            | Ostrava            | Zdeněk Stromšík              | 6,60          | Matyáš Koška               | Stanislav Jíra              |
| HMR 2025            | Ostrava            | Zdeněk Stromšík              | 6,71          | Matyáš Koška               | Tomáš Němejc                |

## Ženy
| Rok                 | Místo              | Zlato                             | Výkon vítěze  | Stříbro                     | Bronz                               |
| ------------------- | ------------------ | --------------------------------- | ------------- | --------------------------- | ----------------------------------- |
| HM ČSSR 1969 (50 m) | Jablonec nad Nisou | Eva Putnová                       | 6,5           | Jarmila Nygrýnová           | Zuzana Glossová                     |
| HM ČSSR 1970        | Jablonec nad Nisou | Marie Vozáková                    | 7,5           | Eva Putnová a Jana Šmerdová | nikdo                               |
| HM ČSSR 1971        | Jablonec nad Nisou | Eva Putnová                       | 7,6           | Jana Veverková              | Libuše Macounová                    |
| HM ČSSR 1972 (50 m) | Jablonec nad Nisou | Jarmila Nygrýnová                 | 6,3           | Eva Putnová                 | Eva Glesková                        |
| HM ČSSR 1973        | Jablonec nad Nisou | Jarmila Nygrýnová                 | 7,3           | Hana Malá a Krista Jarošová | nikdo                               |
| HM ČSSR 1974        | Jablonec nad Nisou | Krista Jarošová                   | 7,5           | Ľubica Vašutová             | Lenka Tocauerová                    |
| HM ČSSR 1975        | Jablonec nad Nisou | Krista Jarošová                   | 7,45          | Jana Veverková              | Zdena Kubáčová                      |
| HM ČSSR 1976 (50 m) | Košice             | Eva Šuranová                      | 6,2 Rek. HMR  | Jarmila Nygrýnová           | Mária Varcholová a Helena Svobodová |
| HM ČSSR 1977 (50 m) | Ostrava            | Ludmila Jimramovská               | 6,3           | Daniela Drinková            | Radislava Šoborová                  |
| HM ČSSR 1978        | Jablonec nad Nisou | Ludmila Jimramovská               | 7,65          | Radislava Šoborová          | Monika Talová                       |
| HM ČSSR 1979        | Jablonec nad Nisou | Jarmila Kratochvílová             | 7,39          | Daniela Drinková            | Zdena Kösslová                      |
| HM ČSSR 1980        | Jablonec nad Nisou | Štěpánka Sokolová                 | 7,51          | Daniela Drinková            | Radislava Šoborová                  |
| HM ČSSR 1981        | Jablonec nad Nisou | Jarmila Kratochvílová             | 7,30          | Daniela Drinková            | Ludmila Jimramovská                 |
| HM ČSSR 1982        | Jablonec nad Nisou | Taťána Kocembová                  | 7,40          | Štěpánka Sokolová           | Soňa Tomová                         |
| HM ČSSR 1983        | Jablonec nad Nisou | Taťána Kocembová                  | 7,33          | Radislava Šobrová           | Renata Černochová                   |
| HM ČSSR 1984        | Jablonec nad Nisou | Taťána Kocembová                  | 7,37          | Helena Syrůčková            | Soňa Tomová                         |
| HM ČSSR 1985        | Jablonec nad Nisou | Eva Murková                       | 7,21          | Naděžda Bónová              | Helena Syrůčková                    |
| HM ČSSR 1986        | Jablonec nad Nisou | Naděžda Bónová                    | 7,47          | Monika Špičková             | Jana Petříková                      |
| HM ČSSR 1987        | Jablonec nad Nisou | Monika Špičková                   | 7,43          | Helena Trojancová-Syrůčková | Jana Niková                         |
| HM ČSSR 1988        | Jablonec nad Nisou | Monika Špičková                   | 7,44          | Erika Suchovská             | Renata Černochová                   |
| HM ČSSR 1989        | Jablonec nad Nisou | Monika Špičková                   | 7,36          | Renata Černochová           | Erika Suchovská                     |
| HM ČSSR 1990 (50 m) | Praha              | Monika Špičková                   | 6,36          | Renata Kubalová-Černochová  | Erika Suchovská                     |
| HM ČSFR 1991 (50 m) | Praha              | Renata Kubalová                   | 6,23          | Monika Špičková             | Andrea Zsideková                    |
| HM ČSFR 1992 (50 m) | Praha              | Monika Špičková                   | 6,38          | Zdena Mušinská              | Šárka Pundyová                      |
| HMR 1993 (50 m)     | Praha              | Monika Špičková                   | 6,42          | Hana Benešová               | Denisa Němcová                      |
| HMR 1994            | Jablonec nad Nisou | Hana Benešová                     | 7,42          | Zdeňka Mušínská             | Denisa Němcová                      |
| HMR 1995 (50 m)     | Praha              | Zdeňka Mušínská                   | 6,29          | Štěpánka Klapáčová          | Radana Volná                        |
| HMR 1996 (50 m)     | Praha              | Zdeňka Mušínská                   | 6,28          | Štěpánka Klapáčová          | Martina Žabková                     |
| HMR 1997            | Praha              | Zdeňka Mušínská                   | 7,37          | Pavlína Vostatková          | Gabriela Švecová                    |
| HMR 1998            | Praha              | Zdeňka Mušínská                   | 7,55          | Pavlína Dlouhá              | Gabriela Švecová                    |
| HMR 1999            | Praha              | Hana Benešová                     | 7,40          | Pavlína Dlouhá              | Denisa Krejčová                     |
| HMR 2000            | Praha              | Pavlína Dlouhá                    | 7,47          | Pavla Andrýsková            | Lucie Komrsková                     |
| HMR 2001            | Praha              | Štěpánka Klapáčová                | 7,47          | Pavla Andrýsková            | Jana Hajná                          |
| HMR 2002            | Praha              | Štěpánka Klapáčová                | 7,46          | Pavla Andrýsková            | Zuzana Bičíková                     |
| HMR 2003            | Bratislava         | Hana Benešová                     | 7,40          | Markéta Pernická            | Kristina Bažatová                   |
| HMR 2004            | Praha              | Hana Benešová                     | 7,39          | Lenka Ficková               | Štěpánka Klapáčová                  |
| HMR 2005            | Praha              | Štěpánka Klapáčová                | 7,42          | Tereza Košková              | Denisa Ščerbová                     |
| HMR 2006            | Praha              | Iveta Mazáčová                    | 7,47          | Kristina Bažatová           | Štěpánka Klapáčová                  |
| HMR 2007            | Praha              | Štěpánka Klapáčová                | 7,46          | Kristina Bažatová           | Iveta Mazáčová                      |
| HMR 2008            | Praha              | Kateřina Čechová                  | 7,41          | Iveta Mazáčová              | Kristina Bažatová                   |
| HMR 2009            | Praha              | Iveta Mazáčová                    | 7,41          | Kateřina Čechová            | Kristina Bažatová                   |
| HMR 2010            | Praha              | Iveta Mazáčová                    | 7,38          | Kateřina Čechová            | Monika Táborská                     |
| HMR 2011            | Praha              | Iveta Mazáčová a Kateřina Čechová | 7,37          | nikdo                       | Denisa Rosolová                     |
| HMR 2012            | Praha              | Kateřina Čechová                  | 7,30          | Iveta Mazáčová              | Denisa Rosolová                     |
| HMR 2013            | Praha              | Kateřina Čechová                  | 7,24          | Barbora Procházková         | Iveta Mazáčová                      |
| HMR 2014            | Praha              | Iveta Mazáčová                    | 7,31          | Kateřina Čechová            | Klára Seidlová                      |
| HMR 2015            | Praha              | Petra Urbánková                   | 7,36          | Iveta Mazáčová              | Kristýna Kobiánová                  |
| HMR 2016            | Ostrava            | Barbora Procházková               | 7,43          | Nikola Bendová              | Marcela Pírková                     |
| HMR 2017            | Praha              | Barbora Procházková               | 7,32          | Klára Seidlová              | Jana Slaninová                      |
| HMR 2018            | Praha              | Klára Seidlová                    | 7,23          | Marcela Pírková             | Barbora Procházková                 |
| HMR 2019            | Ostrava            | Klára Seidlová                    | 7,26          | Nikola Bendová              | Lucie Domská                        |
| HMR 2020            | Ostrava            | Klára Seidlová                    | 7,27          | Nikola Bendová              | Adéla Novotná                       |
| HMR 2021            | Ostrava            | Marcela Pírková                   | 7,34          | Eva Kubíčková               | Johana Kaiserová                    |
| HMR 2022            | Ostrava            | Eva Kubíčková                     | 7,30          | Nikola Bendová              | Natálie Kožuškaničová               |
| HMR 2023            | Ostrava            | Karolína Maňasová                 | 7,36          | Natálie Kožuškaničová       | Klára Sobotková                     |
| HMR 2024            | Ostrava            | Karolína Maňasová                 | 7,15 Rek. HMR | Natálie Kožuškaničová       | Pavla Kvasničková                   |
| HMR 2025            | Ostrava            | Karolína Maňasová                 | 7,17          | Pavla Kvasničková           | Nikola Bendová                      |